# Negrete
Negrete este un oraș cu 8.579 locuitori (2002) situată în Provincia Biobío, Chile. Suprafața totală este de 156,5 km². 
Este situată la 36 km de orașul Los Ángeles.